# Смільнянська сільська рада
| Смільнянська сільська рада — орган місцевого самоврядування у Дрогобицькому районі Львівської області з адміністративним центром у с. Смільна. Історична дата утворення: в 1939 році. Водоймища на території, підпорядкованій даній раді: річка Тисьмениця. Сільській раді підпорядковані населені пункти: - с. Смільна - с. Жданівка |

## Склад ради
Рада складається з 14 депутатів та голови.

### Керівний склад ради
| ПІБ                        | Основні відомості                                                               | Дата обрання | Дата звільнення |
| -------------------------- | ------------------------------------------------------------------------------- | ------------ | --------------- |
| Кузан Володимир Васильович | Сільський голова, 1956 року народження, освіта                                  | 26.03.2006   | 31.10.2010      |
| Кузан Володимир Васильович | Сільський голова, 1956 року народження, освіта середня спеціальна, безпартійний | 31.10.2010   |                 |

Примітка: таблиця складена за даними джерела